# 交響曲第51番 (ハイドン)
交響曲第51番 変ロ長調 Hob. I:51 は、フランツ・ヨーゼフ・ハイドンが作曲した交響曲である。
作曲年については諸説あり、H.C.ロビンス・ランドンは第52番と同じ1771年から1773年頃の作品としているが、ジェームズ・ウェブスターによれば第52番よりもかなり遅い1773年頃の作品と考えている。

## 編成
オーボエ2、ファゴット、ホルン2、弦五部。
ファゴットは低音（チェロ、コントラバス）と同じ楽譜を使用する。

## 曲の構成
全4楽章、演奏時間は約24分。
- 第1楽章 ヴィヴァーチェ
変ロ長調、4分の3拍子、ソナタ形式。

ユニゾンでさわやかに始まるが、ホルンの奇妙な音型が印象的である。70小節目に同じ和音を伸ばしながら小さくなっていく（楽譜上に "calando" と指定されている）冗談音楽風の箇所がある。同様の趣向は第60番『うかつ者』にも見られる。提示部のオーボエによる終結楽句を展開部はそのまま引き継いで始まった後、変ホ長調で偽の再現部が出現する。本物の再現部は最初の4小節が欠けて始まる。

- 第2楽章 アダージョ
変ホ長調、4分の2拍子、ソナタ形式。
ナチュラルホルンの時代には珍しくホルンの独奏で始まるが、第1ホルンによる極端な高音（A♭5に達する）と第2ホルンによる極端な低音（自然倍音以外の音）を使用している。主題はオーボエ独奏に引き継がれる。

- 第3楽章 メヌエット - トリオ I - トリオ II
変ロ長調、4分の3拍子。
トリオが2つあるのはハイドンの交響曲では他に例がない。第1トリオが後から付加された可能性もある[3]。
第1トリオは弦楽器のみで演奏され、ロンバルド・リズム（英語版）を持つ。第2トリオでは再びホルンの名人芸が見られ、最高音はB♭5に達する。

- 第4楽章 フィナーレ：アレグロ
変ロ長調、4分の3拍子、ロンド形式（ウェブスターは変奏曲とロンドを融合させた形式とする[2]）。